# Panjevac (gmina Aleksandrovac)
Panjevac (cyr. Пањевац) – wieś w Serbii, w okręgu rasińskim, w gminie Aleksandrovac. W 2011 roku liczyła 225 mieszkańców.